# Mark McCall
Mark Conn McCall, né le 29 novembre 1967 à Bangor en Irlande du Nord, est un joueur de rugby à XV qui a évolué avec l'équipe d'Irlande au poste de centre (1,78 m et 81 kg). Reconverti entraîneur, il fut chargé des arrières du Castres olympique et est actuellement directeur du rugby aux Saracens.

## Carrière de joueur
Il dispute son premier test match, le 30 mai 1992 contre l'équipe de Nouvelle-Zélande. Son dernier test match fut contre l'équipe d'Afrique du Sud.

## Carrière d'entraîneur
Après sa carrière de joueur, il dirige la province de l'Ulster de juillet 2004 à novembre 2007, il prend ensuite la direction de Castres, pour remplacer Ugo Mola et rejoindre Jeremy Davidson, puis il devient en 2009, entraîneur des Saracens, puis directeur du rugby à partir de 2011.
| Saison      | Club              | Division              | Poste              | Classement                  | Coupe d'Europe             | Challenge européen         |
| ----------- | ----------------- | --------------------- | ------------------ | --------------------------- | -------------------------- | -------------------------- |
| 2004 - 2005 | Ulster            | Celtic League         | Entraîneur en chef | 8e                          | Éliminé en poule           | -                          |
| 2005 - 2006 | Ulster            | Celtic League         | Entraîneur en chef | Vainqueur                   | Éliminé en poule           | -                          |
| 2006 - 2007 | Ulster            | Celtic League         | Entraîneur en chef | 5e                          | Éliminé en poule           | -                          |
| 2007 - 2008 | Castres olympique | Top 14                | Arrières           | 5e                          | -                          | Éliminé en quart-de-finale |
| 2008 - 2009 | Castres olympique | Top 14                | Arrières           | 12e                         | Éliminé en poule           | -                          |
| 2009 - 2010 | Saracens          | Guinness Premiership  | Entraîneur         | 3e, défaite en finale       | -                          | Éliminé en poule           |
| 2010 - 2011 | Saracens          | Aviva Premiership     | Entraîneur         | Champion d'Angleterre       | Éliminé en poule           | -                          |
| 2011 - 2012 | Saracens          | Aviva Premiership     | Directeur du rugby | 3e, éliminé en demi-finale  | Éliminé en quart-de-finale | -                          |
| 2012 - 2013 | Saracens          | Aviva Premiership     | Directeur du rugby | 1er, éliminé en demi-finale | Éliminé en demi-finale     | -                          |
| 2013 - 2014 | Saracens          | Aviva Premiership     | Directeur du rugby | 1er, défaite en finale      | Défaite en finale          | -                          |
| 2014 - 2015 | Saracens          | Aviva Premiership     | Directeur du rugby | Champion d'Angleterre       | Éliminé en demi-finale     | -                          |
| 2015 - 2016 | Saracens          | Aviva Premiership     | Directeur du rugby | Champion d'Angleterre       | Champion d'Europe          | -                          |
| 2016 - 2017 | Saracens          | Aviva Premiership     | Directeur du rugby | 3e, éliminé en demi-finale  | Champion d'Europe          | -                          |
| 2017 - 2018 | Saracens          | Aviva Premiership     | Directeur du rugby | Champion d'Angleterre       | Éliminé en quart-de-finale | -                          |
| 2018 - 2019 | Saracens          | Gallagher Premiership | Directeur du rugby | Champion d'Angleterre       | Champion d'Europe          | -                          |
| 2019 - 2020 | Saracens          | Gallagher Premiership | Directeur du rugby | 12e                         | Éliminé en demi-finale     | -                          |

## Palmarès
- Avec l'Ulster
  - Vainqueur de la Celtic League 2006
- Avec les Saracens
  - Vainqueur de la Coupe d'Europe 2016, 2017 et 2019
  - Champion d'Angleterre en 2011, 2015, 2016, 2018 et 2019
  - Vainqueur de la LV= Cup 2015

## Statistiques en équipe nationale
- 13 sélections
- Sélections par années : 2 en 1992, 1 en 1994, 2 en 1996, 4 en 1997, 4 en 1998
- Tournois des Cinq Nations disputés : 1994, 1996, 1998